# Tobias Halland Johannessen
Tobias Halland Johannessen (Drøbak, 23 augustus 1999) is een Noors wielrenner die sinds 2021 rijdt voor Uno-X Pro Cycling Team. Hij heeft een tweelingbroer die ook actief is als wielrenner (Anders Halland Johannessen).

## Overwinningen
2021
3e en 4e etappe Ronde van Tsjechië
7e en 8e etappe Ronde van de Toekomst
Eindklassement Ronde van de Toekomst
2022
4e etappe Ster van Bessèges
Jongerenklassement Ster van Bessèges
Puntenklassement Ronde van Noorwegen
Jongerenklassement Critérium du Dauphiné
2023
5e etappe Ronde van Luxemburg
2024
Jongerenklassement Ronde van Duitsland

## Resultaten in voornaamste wedstrijden
| Jaar | Ronde van Italië | Ronde van Frankrijk | Ronde van Spanje |
| ---- | ---------------- | ------------------- | ---------------- |
| 2022 |                  |                     |                  |
| 2023 |                  | 30e                 |                  |
| 2024 |                  | 35e                 |                  |
| 2025 |                  | 6e                  |                  |

| Jaar | Milaan-San Remo | Ronde van Vlaanderen | Amstel Gold Race | Luik-Bast.‑Luik | Ronde van Lombardije | Waalse Pijl | Parijs-Tours |  | WK op de weg |
| ---- | --------------- | -------------------- | ---------------- | --------------- | -------------------- | ----------- | ------------ |  | ------------ |
| 2022 |                 | opgave               |                  | opgave          |                      | 20e         |              |  |              |
| 2023 |                 |                      | 76e              | 24e             |                      | 15e         | ↑            |  | 51e          |
| 2024 |                 |                      | 70e              | 25e             | 97e                  | 6e          | 24e          |  | 41e          |
| 2025 | 39e             |                      |                  |                 |                      |             |              |  |              |

## Ploegen
- 2021 –  Uno-X Norwegian Development Team
- 2022 –  Uno-X Pro Cycling Team
- 2023 –  Uno-X Pro Cycling Team
- 2024 –  Uno-X Pro Cycling Team
- 2025 –  Uno-X Mobility

Abrahamsen · Andersen · Blikra · Charmig · Dversnes · Eg · Gregaard · Gudmestad · Halvorsen · Hansen · Hindsgaul · Holter · Hulgaard · A. Johannessen · T. Johannessen · K. Kulset · S. Kulset · Larsen · Levy · Resell · Saugstad · A. Skaarseth · I. Skaarseth · Sleen · Tiller · Træen · Urianstad · Wærenskjold · Wærsted
Abrahamsen · Andersen · Bendixen · Blikra  · Blume Levy · Charmig · Dversnes · Eg · Fredheim · Gregaard · Gudmestad · Halvorsen · Hindsgaul · Holter · A. Johannessen · T. Johannessen · Kristoff · M. Kulset · S. Kulset · Larsen · Norman Leth · Resell · Sander Hansen · Skaarseth · Tiller · Træen · Urianstad · Wærenskjold
Abrahamsen · Andersen · Bendixen · Bévort · Blikra  · Blume Levy · Cort · Dversnes · Eiking (vanaf 8/2) · Fredheim · Gudmestad · Hoelgaard · Holter · Hvideberg · A. Johannessen · T. Johannessen · Kristoff · J. Kulset · M. Kulset · S. Kulset · Larsen · Leknessund · Løland · Resell · Sander Hansen · Skaarseth · Tiller · Urianstad · Wallin · Wærenskjold